# Nachal Kešet
Nachal Kešet (hebrejsky: נחל קשת) je vádí v Dolní Galileji, v severním Izraeli.
Začíná v nadmořské výšce necelých 300 metrů v pahorkatině jihozápadně od vesnice Ilanija. Směřuje pak k jihojihovýchodu mírně se zahlubujícím zčásti zalesněným údolím, které je na dolních úsecích zemědělsky využíváno. Z východu míjí obec Bejt Kešet a areál zemědělské školy Kadoorie. Jižně od něj, nedaleko severovýchodního úpatí hory Har Tavor, ústí zleva do vádí Nachal ha-Šiv'a.